# لیو ییفئی
لیو ییفئی (چینی: 劉亦菲؛ زادهٔ ۲۵ اوت ۱۹۸۷) یک هنرپیشه، خواننده و مانکن چینی_آمریکایی است.

## اوایل زندگی
لیو در بیمارستان تونجی در ووهان، هوبئی متولد شد و نام او هنگام تولد «آن فنگ» بود. او تنها فرزند خانواده است. پدر وی، آن شائوکنگ، دبیر اول در سفارت چین در فرانسه و استاد دانشگاه زبان فرانسه است، در حالی که مادرش لیو سیئولی، رقاصنده و مجری صحنه است. پدر و مادرش هنگام ۱۰ سالگی طلاق گرفتند و او توسط مادرش، بزرگ شد. در همان سال، او نام خانوادگی مادر خود را پذیرفت و نام خود را به «لیو کیامزی» تغییر داد و شروع به حرفه مدلینگ، همراه با آموزش آواز، رقص و نوازندگی پیانو کرد. پدرخوانده وی کن جینفی، رئیس گروه سرمایه‌گذاری پکن تونگچان است.
وقتی ۱۰ ساله بود، لیو و مادرش به نیویورک نقل مکان کردند، جایی که در مدرسه لویی پاستور شرکت کرد. او قبل از بازگشت به چین در سال ۲۰۰۲ در کویینز زندگی کرد تا حرفه بازیگری را دنبال کند و نام خود را به «لیو ییفئی» تغییر داد. وی در حالی که در ایالات متحده زندگی می‌کرد، تابعیت ایالات متحده را به دست آورد. چند هفته بعد از بازگشت به چین، لیو در ۱۵ سالگی، در آکادمی فیلم پکن پذیرفته شد و در سال ۲۰۰۶ فارغ‌التحصیل شد.

## زندگی شخصی

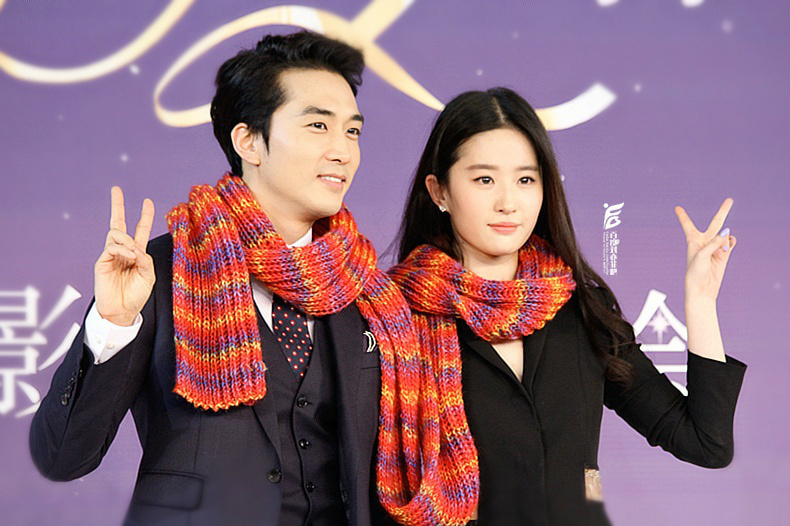
ییفئی و سونگ سونگ هون

لیو از سال ۲۰۱۵ با سونگ سئونگ هیون شروع به قرار گذاشتن کرد. آنها در سال ۲۰۱۳ در حین فیلمبرداری راه سوم عشق، یکدیگر را ملاقات کردند. در ژانویه سال ۲۰۱۸، آژانس سونگ آنها به این دلیل که هر دو بسیار مشغول بوده‌اند، به‌طور طبیعی از هم جدا شدند.

## حمایت از پلیس هنگ کنگ
در زمان اکران مولان، این فیلم با اعتراض برخی بخاطر حمایت لیو ییفئی (نقش اول) از پلیس هنگ کنگ برای سرکوب معترضان دموکراسی خواه در چین مواجه شد و خواستار تحریم فیلم در برخی از کشورهای آسیایی شدند. لیو ییفئی در هنگام اعتراضات ۲۰۱۹–۲۰۲۰ هنگ کنگ متنی از روزنامه دولتی خلق چین در شبکه اجتماعی ویبو قرار داد و گفت: «من از پلیس هنگ‌کنگ حمایت می‌کنم. حال همه شما می‌توانید به من حمله کنید. حیف هنگ کنگ.». مدتی بعد هشتگ «مولان را بایکوت کنید» در توییتر ترند شد. همچنین فعلان تایلندی و تایوانی هم به تحریم فیلم پیوستند.

## فیلم‌شناسی

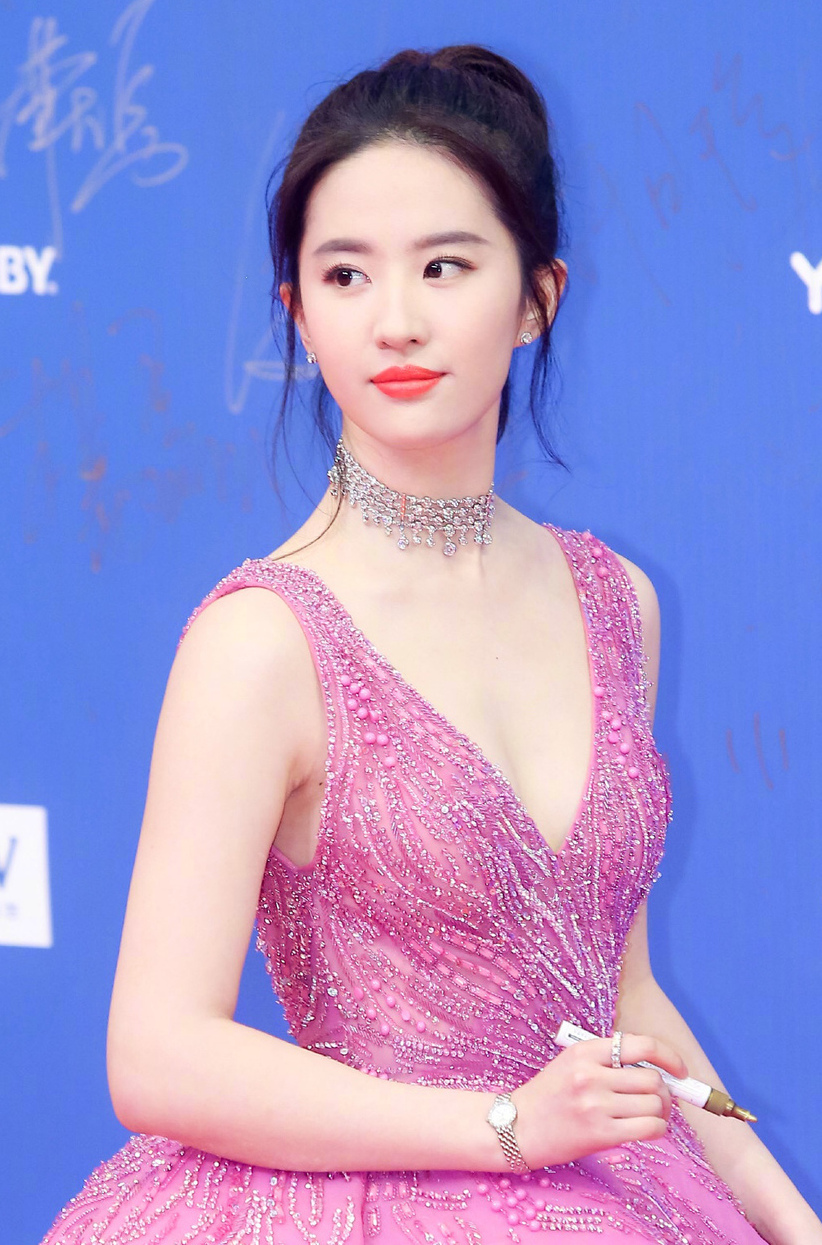
ییفئی در جشنواره بین‌المللی پکن سال ۲۰۱۷

### فیلم
| سال  | نام            | نقش         |
| ---- | -------------- | ----------- |
| ۲۰۰۸ | پادشاهی ممنوعه | گنجشک طلایی |
| ۲۰۱۱ | انتقام سفید    | Consort Yu  |
| ۲۰۱۲ | چهار           | وو چینگ     |
| ۲۰۱۲ | قاتلان         | لینگجو      |
| ۲۰۱۵ | رانده شده      | جائو لیان   |
| ۲۰۲۰ | مولان          | مولان       |

### تلویزیون
| سال  | نام                      | نقش        |
| ---- | ------------------------ | ---------- |
| ۲۰۰۳ | نیمی خدایی و نیمی شیطانی | وانگ یویان |
| ۲۰۰۶ | بازگشت عقاب‌های مبارز     | Xiaolongnu |

## جوایز و نامزدها

### جشنواره اصلی فیلم‌های رقابتی واحد اصلی
| سال  | جایزه                                  | دسته‌بندی         | کار نامزد شده     | نتیجه    | منبع.  |
| ---- | -------------------------------------- | ---------------- | ----------------- | -------- | ------ |
| ۲۰۱۶ | چهلمین جشنواره بین‌المللی فیلم مونترآل  | بهترین بازیگر زن | Night Peacock     | نامزدشده | [ ۱۱ ] |
| ۲۰۱۷ | بیستمین جشنواره بین‌المللی فیلم شانگهای | بهترین بازیگر زن | the chinese widow | نامزدشده |        |

### جوایز دیگر فیلم‌ها
| سال  | جایزه                                               | دسته‌بندی                 | کار نامزد شده             | نتیجه    | منبع.  |
| ---- | --------------------------------------------------- | ------------------------ | ------------------------- | -------- | ------ |
| ۲۰۱۲ | بیست و چهارمین جوایز انجمن سینماگران هنگ کنگ جایگاه | کاریزماتیک‌ترین بازیگر زن | A Chinese Fairy Tale      | برنده    | [ ۱۲ ] |
| ۲۰۱۳ | پنجمین جشنواره بین‌المللی فیلم ماکائو                | بهترین بازیگر زن         | قاتلان                    | برنده    |        |
| ۲۰۱۶ | شانزدهین جوایز رسانه ای فیلم چینی                   | پیش‌بینی‌ترین بازیگر زن    | the third Way of Love     | برنده    |        |
| ۲۰۱۶ | سیزدهمین جشنواره فیلم دانشجویی دانشگاه گوانگژو      | محبوب‌ترین بازیگر زن      | Night Peacock, Never Gone | برنده    | [ ۱۳ ] |
| ۲۰۱۷ | نهمین جشنواره بین‌المللی فیلم ماکائو                 | بهترین بازیگر زن         | Once Upon a Time          | نامزدشده | [ ۱۴ ] |

### ۱۰۰ چینی مشهور فوربز
| سال  | رتبه  | منبع.  |
| ---- | ----- | ------ |
| ۲۰۰۵ | ۵۸ ام | [ ۱۵ ] |
| ۲۰۰۶ | ۵۱ ام | [ ۱۶ ] |
| ۲۰۰۷ | ۴۳ام  | [ ۱۷ ] |
| ۲۰۰۸ | ۸۷ ام | [ ۱۸ ] |
| ۲۰۰۹ | 43rd  | [ ۱۹ ] |
| ۲۰۱۰ | ۶۶ ام | [ ۲۰ ] |
| ۲۰۱۱ | ۹۳ ام | [ ۲۱ ] |
| ۲۰۱۷ | ۲۳ ام | [ ۲۲ ] |
| ۲۰۱۹ | ۸۹ ام | [ ۲۳ ] |